# SCD5
SCD5 (англ. Stearoyl-CoA desaturase 5) – білок, який кодується однойменним геном, розташованим у людей на 4-й хромосомі. Довжина поліпептидного ланцюга білка становить 330 амінокислот, а молекулярна маса — 37 610.
| 10         |  | 20         |  | 30         |  | 40         |  | 50         |
| ---------- |  | ---------- |  | ---------- |  | ---------- |  | ---------- |
| MPGPATDAGK |  | IPFCDAKEEI |  | RAGLESSEGG |  | GGPERPGARG |  | QRQNIVWRNV |
| VLMSLLHLGA |  | VYSLVLIPKA |  | KPLTLLWAYF |  | CFLLAALGVT |  | AGAHRLWSHR |
| SYRAKLPLRI |  | FLAVANSMAF |  | QNDIFEWSRD |  | HRAHHKYSET |  | DADPHNARRG |
| FFFSHIGWLF |  | VRKHRDVIEK |  | GRKLDVTDLL |  | ADPVVRIQRK |  | YYKISVVLMC |
| FVVPTLVPWY |  | IWGESLWNSY |  | FLASILRYTI |  | SLNISWLVNS |  | AAHMYGNRPY |
| DKHISPRQNP |  | LVALGAIGEG |  | FHNYHHTFPF |  | DYSASEFGLN |  | FNPTTWFIDF |
| MCWLGLATDR |  | KRATKPMIEA |  | RKARTGDSSA |  |            |  |            |

A: Аланін

C: Цистеїн

D: Аспарагінова кислота

E: Глутамінова кислота

F: Фенілаланін

G: Гліцин

H: Гістидин

I: Ізолейцин

K: Лізин

L: Лейцин

M: Метіонін

N: Аспарагін

P: Пролін

Q: Глутамін

R: Аргінін

S: Серин

T: Треонін

V: Валін

W: Триптофан

Кодований геном білок за функцією належить до оксидоредуктаз. 
Задіяний у таких біологічних процесах, як метаболізм жирних кислот, метаболізм ліпідів, біосинтез жирних кислот, біосинтез ліпідів, альтернативний сплайсинг. 
Білок має сайт для зв'язування з іонами металів, іоном заліза. 
Локалізований у мембрані, ендоплазматичному ретикулумі.